# Grammatik des Rumantsch Grischun
Die Grammatik des Rumantsch Grischun beschreibt die Regeln der konstruierten rätoromanischen Schriftsprache Rumantsch Grischun.

## Verben
Es gibt sechs Tempora (Zeiten) (Präsens, Imperfekt, Perfekt, Plusquamperfekt, Futur, Futur II) und vier Modi (Indikativ (zur Aussage, zur Anzeige), Konjunktiv (Verbinden), Konditional (Bedingung), Imperativ (Befehlsform)).

### Infinitiv
| gidar (helfen) | tegnair (halten) | vender (verkaufen) | partir (abfahren) |

Die Verben enden im Infinitiv auf –ar, –air, –er oder –ir. Infinitive auf –er sind immer stammbetont, die Übrigen sind endungsbetont.

### Indikativ Präsens
| jau      | gid    | tegn    | vend    | part   |
| ti       | gidas  | tegnas  | vendas  | partas |
| el, ella | gida   | tegna   | venda   | parta  |
| nus      | gidain | tegnain | vendain | partin |
| vus      | gidais | tegnais | vendais | partis |
| els      | gidan  | tegnan  | vendan  | partan |

Verben mit Doppelkonsonant vor der Infinitivendung vereinfachen diesen in der 1. Person Singular (metter – jau met).
Die Verben auf –ger, –giar, –gir, –miar, –ziar, sowie auf Vokal enden in der 1. Person Singular auf –el. Dasselbe geschieht mit Verben, deren 1. Person Singular sonst schwer auszusprechen wäre, sowie einigen anderen Verben:
- diriger (anführen) – jau dirigel
- scuar (kehren) – jau scuel
- suffrir (leiden) – jau suffrel
- cumprar (kaufen) – jau cumprel
- giaschair (liegen) – jau giaschel

Eine Vielzahl an Verben schiebt in den stammbetonten Formen die Silbe –esch– ein:
- finir (aufhören) – finesch, fineschas, finescha, finin, finis, fineschan

Einige Verben auf –ar, –air und –ir ändern in den stammbetonten Formen den Stammvokal:
|        | Infinitiv                | 3. Singular | 1. Plural |
| u → o  | purtar (bringen)         | porta       | purtain   |
| a → ai | tadlar (hören)           | taidla      | tadlain   |
| e → ai | palesar (bekannt machen) | palaisa     | palasain  |
| a → o  | dumandar (anfragen)      | dumonda     | dumandain |
| u → au | dudir                    | dauda       | dudin     |

Einige Verben auf –er ändern in den endungsbetonten Formen den Stammvokal:
|        | Infinitiv              | 3. Singular | 1. Plural |
| o → u  | volver (wenden)        | volva       | vulvain   |
| ai → a | baiver (trinken)       | baiva       | bavain    |
| au → u | sclauder (ausschalten) | sclauda     | scludain  |

### Konjunktiv Präsens
| che jau (als ich)            | gidia  | tegnia  | vendia  | partia  |
| che ti (als du)              | gidias | tegnias | vendias | partias |
| ch’el, ch’ella (als er, sie) | gidia  | tegnia  | vendia  | partia  |
| che nus (als wir)            | gidian | tegnian | vendian | partian |
| che vus (als ihr)            | gidias | tegnias | vendias | partias |
| ch’els (als sie)             | gidian | tegnian | vendian | partian |

Der Konjunktiv Präsens ist immer stammbetont. Somit ergeben sich hier auch in allen Formen die Veränderungen der im Indikativ stammbetonten Verben:
- purtar → che jau portia, che nus portian
- finir → ch’el fineschia, ch’els fineschian

Die Formen der 1. Sg und 3. Sg, der 2. Sg und 2. Pl, sowie der 1. Pl und der 3. Pl stimmen grundsätzlich überein.
Der Konjunktiv wird auch als Subjunktiv im Nebensatz und wie im Deutschen bei indirekter Rede verwendet:
- El ha ditg: «Jau vom a Svizra.»
- El aveva ditg, ch’el giaja a Svizra.

- Ella ha dumandà: «Vulais in mail?»
- Ella ha dumandà, sche nus veglian in mail.

### Imperativ
| (ti)  | gida!  | tegna!  | venda!  | parta! |
| (vus) | gidai! | tegnai! | vendai! | parti! |

Die Formen des Imperativs der 2. Person Singular sind stammbetont und weisen die gleichen Veränderungen auf wie im Konjunktiv und Indikativ Präsens (tadlar: taidla! – tadlai!, finir: finescha! – fini!). Die Formen der 2. Person Plural sind endungsbetont und weisen bei den Verben auf –er die gleichen Veränderungen auf wie im Indikativ Präsens (volver: volva! – vulvai!)
Der verneinte Imperativ wird durch (na) + Imperativ + betg gebildet:
- Ta lava! – Wasch dich!
- Ta lava betg! oder Na ta lava betg! – Wasch dich nicht!

In den anderen Personen benutzt man die Formen des Verbs duair (sollen):
- Els duain gidar! – Sie sollen helfen!

### Imperfekt
| jau | gidava  | tegneva  | vendeva  | partiva  |
| ti  | gidavas | tegnevas | vendevas | partivas |
| el  | gidava  | tegneva  | vendeva  | partiva  |
| nus | gidavan | tegnevan | vendevan | partivan |
| vus | gidavas | tegnevas | vendevas | partivas |
| els | gidavan | tegnevan | vendevan | partivan |

Das Imperfekt stellt die unvollständige Vergangenheit dar. Die Formen der 1. Sg und 3. Sg, der 2. Sg und 2. Pl, sowie der 1. Pl und der 3. Pl stimmen grundsätzlich überein. Sie sind immer endbetont (volver → vulveva; vgl. Präsens).

### Konditional
Das Konditional wird verwendet um höfliche Bitten, Anfragen und Wünsche auszudrücken. Es drückt aus, wenn etwas unter bestimmten Bedingungen geschehen könnte.
Grundsätzlich wird das «Konditional» aus dem Stamm des Verbes der ersten Form Mehrzahl gebildet und ein Zusatz angehängt der «ss» beinhaltet.
|             | gidar (helfen) | tegnair (halten) | vender (verkaufen) | partir (abfahren) |
| jau         | gidass         | tegness          | vendess            | partiss           |
| ti          | gidassas       | tegnessas        | vendessas          | partissas         |
| el / ella   | gidass         | tegness          | vendess            | partiss           |
| nus         | gidassan       | tegnessan        | vendessan          | partissan         |
| vus         | gidassas       | tegnessas        | vendessas          | partissas         |
| els / ellas | gidassan       | tegnessan        | vendessan          | partissan         |

- Reservassas vus ina chombra? «Könnten Sie uns ein Zimmer reservieren?»

- Jau vendess mia chasa. «Ich würde gerne mein Haus verkaufen.»

- Tge cussegliassas vus a mai? «Was können Sie mir empfehlen?»

- Vulessas ti ina biera? «Möchtest du ein Bier?»

Die Formen der 1. Sg und 3. Sg, der 2. Sg und 2. Pl, sowie der 1. Pl und der 3. Pl stimmen grundsätzlich überein. Sie sind immer endbetont (volver → vulvess, vgl. Präsens).

### Gerundium
| gidond | tegnend | vendend | partind |

### Partizip Perfekt
| singular | gidà, gidada    | tegnì, tegnida    | vendì, vendida    | partì, partida   |
| plural   | gidads, gidadas | tegnids, tegnidas | vendids, vendidas | partids, partida |

Einige sonst regelmässige Verben haben hier abweichende Formen, z. B. avrir – avert, cuvrir – cuvert, entschaiver – entschet, metter – mess, morder – mors, suffrir – suffert, vesair – vis, volver – vieut, uvm.

### Perfekt
| jau   | hai gidà   | hai tegnì   | hai vendì   | sun partì / partida      |
| ti    | has gidà   | has tegnì   | has vendì   | es partì / partida       |
| el    | ha gidà    | ha tegnì    | ha vendì    | è partì                  |
| ella  | ha gidà    | ha tegnì    | ha vendì    | è partida                |
| nus   | avain gidà | avain tegnì | avain vendì | essan partids / partidas |
| vus   | avais gidà | avais tegnì | avais vendì | essas partids / partidas |
| els   | han gidà   | han tegnì   | han vendì   | èn partids               |
| ellas | han gidà   | han tegnì   | han vendì   | èn partidas              |

Im Allgemeinen wird das Perfekt als vollendete Gegenwart mit der konjugierten Form des Hilfsverbs avair (haben) und dem Partizip Perfekt gebildet (s. gidar). Folgende Verben bilden es allerdings mit dem Hilfsverb esser (sein) und der dem Subjekt angeglichenen Form des Partizip Perfekt (s. partir):
- Verben der Bewegung: ir (gehen), partir (abreisen), fugir (fliehen) usw.
- Verben, die eine Zustandsveränderung ausdrücken: crescher (wachsen), nascher (geboren werden) usw.
- esser (sein), star (stehen), restar (bleiben)

Transitive und reflexive Verben können wahlweise das Partizip nach Geschlecht und Numerus des Objekts angleichen.
Jau hai la vis. oder Jau hai la visa. – Ich habe sie gesehen.

### Plusquamperfekt
| jau | aveva gidà | aveva tegnì | aveva vendì | era partì / partida |
| …   |            |             |             |                     |

Es wird mit dem Imperfekt des Hilfsverbs avair bzw. esser und dem Partizip Perfekt gebildet (vgl. Perfekt).

### Futur
| jau | vegn a gidar   | vegn a tegnair   | vegn a vender   | vegn a partir   |
| ti  | vegns a gidar  | vegns a tegnair  | vegns a vender  | vegns a partir  |
| el  | vegn a gidar   | vegn a tegnair   | vegn a vender   | vegn a partir   |
| nus | vegnin a gidar | vegnin a tegnair | vegnin a vender | vegnin a partir |
| vus | vegnis a gidar | vegnis a tegnair | vegnis a vender | vegnis a partir |
| els | vegnan a gidar | vegnan a tegnair | vegnan a vender | vegnan a partir |

Das Futur zur Anzeige Zukünftigen wird mit dem Hilfsverb vegnir + a (vor Vokal: ad) + Infinitiv gebildet.

### Futur II
| jau | vegn ad avair gidà | vegn ad avair tegnì | vegn ad avair vendì | vegn ad esser partì / partida |

Das Futur II wird mit dem Hilfsverb vegnir + ad + Infinitiv des Hilfsverbs avair bzw. esser + Partizip Perfekt des Vollverbs gebildet.

### Passiv
Das Passiv wird mit dem Hilfsverb vegnir und der flektierten Form des Partizip Perfekt gebildet:
jau vegn elegì / elegida – ich werde gewählt

### Reflexive Verben
Das (unbetonte) Reflexivpronomen steht immer vor dem Verb:
| Infinitiv | 1. Singular Präsens | Imperativ Singular | 3. Singular Perfekt         |
| sa lavar  | jau ma lav          | ta lava!           | ella ha sa lavà (lavada)    |
| s’occupar | jau m’occup         | t’occup!           | ella ha s’occupà (occupada) |

### Unregelmässige Verben
Regelmässige Formen werden nicht mit angegeben.
- esser – sein

|     | Präs. Ind. | Imperfekt. | Präs. Konj. | Kond.  | Imperativ |
| jau | sun        | era        | saja        | fiss   |           |
| ti  | es         | eras       | sajas       | fissas | sajas!    |
| el  | è          | era        | saja        | fiss   |           |
| nus | essan      | eran       | sajan       | fissan |           |
| vus | essas      | eras       | sajas       | fissas | sajas!    |
| els | èn         | eran       | sajan       | fissan |           |

Partizip Perfekt: stà, stada
Gerundium: essend / siond
Ausserdem unregelmässig: èsi (Inversionsform è + i)
- avair – haben

|     | Präs. Ind. | Präs. Konj. | Imperativ |
| jau | hai        | haja        |           |
| ti  | has        | hajas       | hajas!    |
| el  | ha         | haja        |           |
| nus | avain      | hajan       |           |
| vus | avais      | hajas       | hajas!    |
| els | han        | hajan       |           |

Part. Perf.: gì, gida
- vegnir – kommen, werden

|     | Präs. Ind. | Imperativ |
| jau | vegn       |           |
| ti  | vegns      | ve!       |
| el  | vegn       |           |
| nus | vegnin     |           |
| vus | vegnis     | vegni!    |
| els | vegnan     |           |

- duair – sollen

|     | Präs. Ind. | Präs. Konj. |
| jau | duai       | duaja       |
| ti  | duais      | duajas      |
| el  | duai       | duaja       |
| nus | duain      | duajan      |
| vus | duais      | duajas      |
| els | duain      | duajan      |

- pudair – können

|     | Präs. Ind. | Präs. Konj. | Imperativ |
| jau | poss       | possia      |           |
| ti  | pos        | possias     | –         |
| el  | po         | possia      |           |
| nus | pudain     | possian     |           |
| vus | pudais     | possias     | –         |
| els | pon        | possian     |           |

- savair – wissen

|     | Präs. Ind. | Präs. Konj. | Imperativ |
| jau | sai        | sappia      |           |
| ti  | sas        | sappias     | sappias!  |
| el  | sa         | sappia      |           |
| nus | savain     | sappian     |           |
| vus | savais     | sappias     | sappias!  |
| els | san        | sappian     |           |

- stuair – müssen

|     | Präs. Ind. | Präs. Konj. | Imperativ |
| jau | stoss      | stoppia     |           |
| ti  | stos       | stoppias    | –         |
| el  | sto        | stoppia     |           |
| nus | stuain     | stoppian    |           |
| vus | stuais     | stoppias    | –         |
| els | ston       | stoppian    |           |

- vulair – wollen

|     | Präs. Ind.    | Imperfekt.      | Präs. Konj. | Kond.             | Imperativ |
| jau | vi            | leva / vuleva   | veglia      | less / vuless     |           |
| ti  | vuls          | levas / vulevas | veglias     | lessas / vulessas | veglias!  |
| el  | vul           | leva / vuleva   | veglia      | less / vuless     |           |
| nus | lain / vulain | levan / vulevan | veglian     | lessan / vulessan |           |
| vus | lais / vulais | levas / vulevas | veglias     | lessas / vulessas | veglias!  |
| els | vulan         | levan / vulevan | veglian     | lessan / vulessan |           |

- ir – gehen

|     | Präs. Ind. | Imperfekt. | Präs. Konj. | Kond.   | Imperativ |
| jau | vom        | gieva      | giaja       | giess   |           |
| ti  | vas        | gievas     | giajas      | giessas | va!       |
| el  | va         | gieva      | giaja       | giess   |           |
| nus | giain      | gievan     | giajan      | giessan |           |
| vus | giais      | gievas     | giajas      | giessas | giai!     |
| els | van        | gievan     | giajan      | giessan |           |

Partizip Perfekt: ì, ida
Gerundium: giond
- far – tun

|     | Präs. Ind. | Imperfekt. | Präs. Konj. | Kond.      | Imperativ |
| jau | fatsch     | fascheva   | fetschia    | faschess   |           |
| ti  | fas        | faschevas  | fetschias   | faschessas | fa!       |
| el  | fa         | fascheva   | fetschia    | faschess   |           |
| nus | faschain   | faschevan  | fetschian   | faschessan |           |
| vus | faschais   | faschevas  | fetschias   | faschessas | faschai!  |
| els | fan        | faschevan  | fetschian   | faschessan |           |

Partizip Perfekt: fatg, fatga
Gerundium: faschond
- dar – geben

|     | Präs. Ind. | Imperfekt. | Präs. Konj. | Kond.  | Imperativ |
| jau | dun        | deva       | dettia      | dess   |           |
| ti  | das        | devas      | dettias     | dessas | dà!       |
| el  | dat        | deva       | dettia      | dess   |           |
| nus | dain       | devan      | dettian     | dessan |           |
| vus | dais       | devas      | dettias     | dessas | dai!      |
| els | dattan     | devan      | dettian     | dessan |           |

Partizip Perfekt: dà, dada
Gerundium: dond
- dir – sagen

|     | Präs. Ind. | Imperfekt. | Präs. Konj. | Kond.    | Imperativ |
| jau | di         | scheva     | dia         | schess   |           |
| ti  | dis        | schevas    | dias        | schessas | di!       |
| el  | di         | scheva     | dia         | schess   |           |
| nus | schain     | schevan    | dian        | schessan |           |
| vus | schais     | schevas    | dias        | schessas | schai!    |
| els | din        | schevan    | dian        | schessan |           |

Partizip Perfekt: ditg, ditga
Gerundium: schend
- star – stehen

|     | Präs. Ind. | Imperfekt. | Präs. Konj. | Kond.   | Imperativ |
| jau | stun       | steva      | stettia     | stess   |           |
| ti  | stas       | stevas     | stettias    | stessas | stà!      |
| el  | stat       | steva      | stettia     | stess   |           |
| nus | stain      | stevan     | stettian    | stessan |           |
| vus | stais      | stevas     | stettias    | stessas | stai!     |
| els | stattan    | stevan     | stettian    | stessan |           |

Partizip Perfekt: stà, stada
Gerundium: stond
- fugir – fliehen

|     | Präs. Ind. | Imperativ |
| jau | fugel      |           |
| ti  | fuis       | fui!      |
| el  | fui        |           |
| nus | fugin      |           |
| vus | fugis      | fugi!     |
| els | fuin       |           |

- trair – ziehen

|     | Präs. Ind. | Imperfekt. | Präs. Konj. | Kond.    | Imperativ |
| jau | tir        | tirava     | tiria       | tirass   |           |
| ti  | tiras      | tiravas    | tirias      | tirassas | tira!     |
| el  | tira       | tirava     | tiria       | tirass   |           |
| nus | tirain     | tiravan    | tirian      | tirassan |           |
| vus | tirais     | tiravas    | tirias      | tirassas | tirai!    |
| els | tiran      | tiravan    | tirian      | tirassan |           |

Partizip Perfekt: tratg, tratga
Gerundium: tirond

## Nomen
Nomen können maskulin (männlich) oder feminin (weiblich) sein. Weibliche Formen enden oft auf den Vokal «a». Der Plural wird regelmässig durch Anhängen von –s gebildet. Wörter, die bereits im Singular auf –s enden, bleiben im Plural unverändert. Ausnahmen bestehen bei Endung auf betontem Vokal. So wird –è im Plural zu –els, –à zu –ads, sowie –ì zu –ids.
- bratsch – bratschs (Arm)
- figl – figls (Sohn)
- figlia – figlias (Tochter)
- chasa – chasas (Haus)
- nas – nas (Nase)
- tscharvè – tscharvels (Gehirn)
- prà – prads (Wiese)
- vestgì – vestgids (Kleidung)

Unregelmässig ist lediglich:
- um – umens (Mann)

### Kollektivplural
Ein typisch rätoromanisches Phänomen ist der Kollektivplural. Er tritt auf bei männlichen Substantiven, die häufig im Plural vorkommen. Er verhält sich wie ein feminines Substantiv im Singular.
- il mail → der Apfel
- ils mails → die Äpfel (zählbar, nach Mengenangaben)
- la maila → die Äpfel (nicht zählbar, allgemein)

### Adjektive
Ein Adjektiv stimmt immer mit dem Substantiv, zu dem es gehört, in Numerus und Genus überein (Kongruenz).
- il grond chaun – il chaun è grond (der grosse Hund – der Hund ist gross)
- ils gronds chauns – ils chauns èn gronds (die grossen Hunde – die Hunde sind gross)
- la gronda paraid – la paraid è gronda (die grosse Wand – die Wand ist gross)
- las grondas paraids – las paraids èn grondas (die grossen Wände – die Wände sind gross)

Adjektive auf –al, –el, –en oder –er lassen das –a– bzw. –e– in den femininen Formen aus. Dabei kann sich die Schreibweise des vorangehenden Konsonanten ändern:
- cotschen – cotschna (rot)
- meglier – meglra (besser)
- agen – atgna (neugierig)
- bel – bella (schön)
- svizzer – svizra (schweizerisch)

Die Steigerung wird regelmässig mit «pli» (mehr) gebildet:
- grond – pli grond – il pli grond (gross – grösser – am grössten)

Folgende Adjektive haben neben der regelmässigen Bildung auch unregelmässige Formen:
| Positiv | Komparativ          | Superlativ                | deut. Übersetzung                        |
| bun     | meglier / pli bun   | il meglier / il pli bun   | gut – besser – am besten                 |
| mal     | pir / pli mal       | il pir / il pli mal       | schlecht – schlechter – am schlechtesten |
| nausch  | mender / pli nausch | il mender / il pli nausch | böse – böser – am bösesten               |

Beispielsätze:
- Questa giacca è pli pitschna che quella. (Diese Jacke ist kleiner als jene.)
- Questa giacca è uschè pitschna sco quella. (Diese Jacke ist so klein wie jene.)
- Questa giacca è main pitschna che quella. (Diese Jacke ist nicht so klein wie jene.)

### Artikel
|                     | unbest. Artikel sing. | best. Artikel sing. | best. Artikel pl. |
| mask. vor Konsonant | in                    | il                  | ils               |
| mask. vor Vokal     | in                    | l’                  | ils               |
| fem. vor Konsonant  | ina                   | la                  | las               |
| fem. vor Vokal      | in’                   | l’                  | las               |

Einen unbestimmten Artikel im Plural gibt es nicht.

### Pronomen
Als Höflichkeitsform wird jeweils die zweite Person Plural in Grossschreibung verwendet.

#### Personalpronomen
|              | Subjekt | Subjekt (Inversion) | Objekt betont | Objekt unbetont | Reflexiv betont | Reflexiv unbetont |
| 1. Sg.       | jau     | –a                  | mai           | ma (m’)         | mai             | ma (m’)           |
| 2. Sg.       | ti      | –                   | tai           | ta (t’)         | tai             | ta (t’)           |
| 3. Sg. mask. | el      | ’l                  | el            | al              | sai             | sa (s’)           |
| 3. Sg. fem.  | ella    | ’la                 | ella          | la (l’)         | sai             | sa (s’)           |
| 1. Pl.       | nus     | –sa                 | nus           | ans             | nus             | ans               |
| 2. Pl.       | vus     | –                   | vus           | as              | vus             | as                |
| 3. Pl. mask. | els     | –i                  | els           | als             | sai             | sa (s’)           |
| 3. Pl. fem.  | ellas   | –i                  | ellas         | las             | sai             | sa (s’)           |

Die Personalpronomen werden im Allgemeinen benutzt wie im Deutschen. Analog zum französischen und anders als in manchen romanischen Sprachen werden sie im Rätoromanischen zumeist nicht weggelassen.
Das Pronomen «ins» entspricht dem deutschen «man» und steht mit der 3. Person Singular. Bei einer Inversion erfolgt eine Elision:
ins vesa → ves’ins (man sieht → sieht man)
Die meisten einsilbigen Formen hängen dann jedoch ein –n an:
han ins, èn ins, san ins, din ins, cuan ins, uvm.
Das Pronomen «i» (vor Vokal: igl) wird in unpersönlichen Ausdrücken benutzt (i plova – es regnet, igl è bain – es ist gut); es steht dann mit der 3. Person Singular des Verbes. Bei einer Inversion wird es ans Verb angehängt (oz datti … – heute gibt es …). Es kann auch als Synonym zu «ins» benutzt werden, steht dann aber in der 3. Person Plural.
In einer Inversion verschmelzen die Subjektpronomen – sofern sie nicht besonders betont werden sollen – mit dem Verb:
jau gid – oz gida (ich helfe – heute helfe ich)
Die betonten Objektpronomen werden nach Präpositionen verwendet (per tai – für dich), oder zur besonderen Betonung. Sie stehen dann nach dem Verb, bzw. bei einer Inversion nach dem (angehängten) Subjektpronomen: Jau ves tai. – Ich sehe dich (und nicht etwa jemand anderen).
Die unbetonten Objektpronomen stehen vor dem konjugierten Verb (Jau na ta ves betg – Ich sehe dich nicht) bzw. – wenn vorhanden – vor dem Infinitiv (Jau na vul betg ta vesair – Ich will dich nicht sehen). Sie werden im Falle einer Inversion nicht benutzt, man weicht dann auf die betonten Formen aus.
Bei den unbetonten Objektpronomen wird nicht zwischen direkten und indirekten Objekten unterschieden. Bei den betonten Objektpronomen steht die Präposition «a» (vor Vokal: ad) vor dem Pronomen:
- Jau la dun in cudesch – Ich gebe ihr ein Buch.
- Jau dun in cudesch ad ella – Ich gebe ihr ein Buch.
- Jau dun el ad ella. – Ich gebe es ihr.

#### Adjektivische Possessivpronomen
|        | mask. sg. + pl. | fem. sg. | fem. pl. |
| 1. Sg. | mes             | mia      | mias     |
| 2. Sg. | tes             | tia      | tias     |
| 3. Sg. | ses             | sia      | sias     |
| 1. Pl. | noss            | nossa    | nossas   |
| 2. Pl. | voss            | vossa    | vossas   |
| 3. Pl. | lur             | lur      | lur      |

#### Substantivische Possessivpronomen
|        | mask. sg. | mask. pl. | fem. sg. | fem. pl.   |
| 1. Sg. | il mieu   | ils mes   | la mia   | las mias   |
| 2. Sg. | il tieu   | ils tes   | la tia   | las tias   |
| 3. Sg. | il sieu   | ils ses   | la sia   | las sias   |
| 1. Pl. | il noss   | ils noss  | la nossa | las nossas |
| 2. Pl. | il voss   | ils voss  | la vossa | las vossas |
| 3. Pl. | il lur    | ils lur   | la lur   | las lur    |

- Quai è lur cudesch. – Dies ist ihr Buch.
- Quai è mes cudesch, quel cudesch è il tieu. – Dies ist mein Buch, jenes Buch ist deins.

## Satzstellung
Wenn der Satz mit einem Adverb beginnt, wird die Stellung von Subjekt und Verb vertauscht (Inversion). Personalpronomen werden dem Verb dann angehängt (siehe oben zu #Personalpronomen). Des Weiteren erfolgt Inversion im Fragesatz.
- Uschia pon els (oder poni) vegnir. – So können sie kommen.
- Pertgè na vegnis vus betg? – Warum kommt ihr nicht?